# يوسف برودسكي

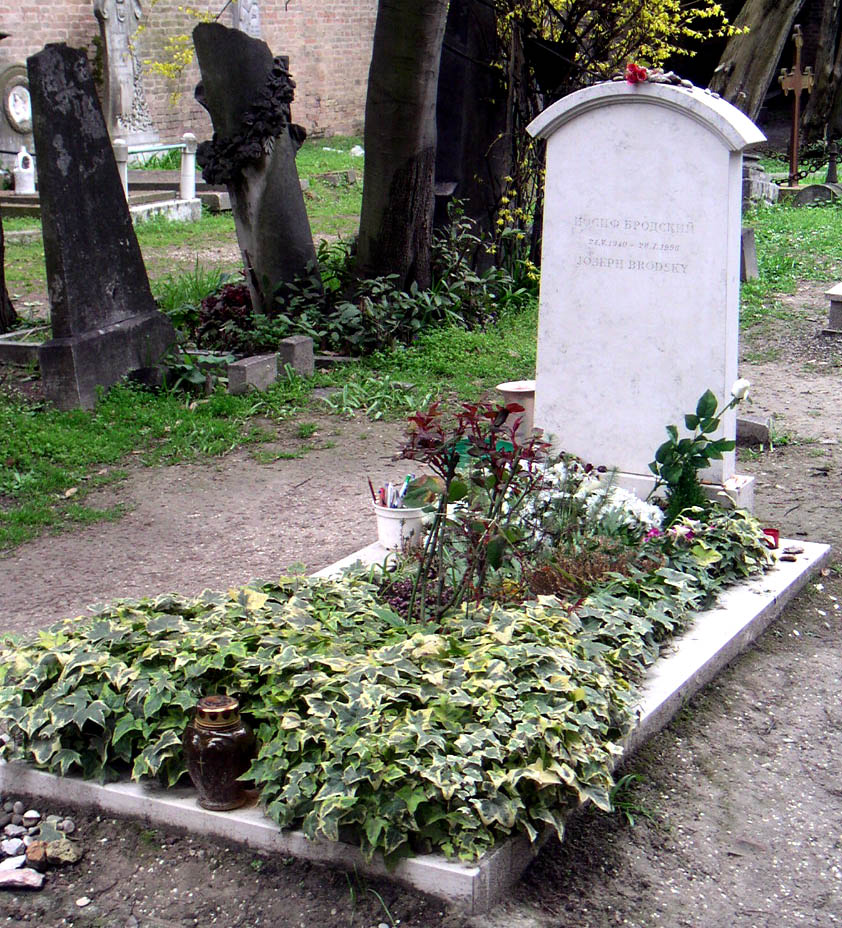
قبر برودسكي في القسم البروتستانتي من سيميتيرو دي سان ميشيل ، البندقية ، فينيتو ، إيطاليا

جوزيف ألكسندروفيتش برودسكي (بالروسية: Ио́сиф Алекса́ндрович Бро́дский) (ولد في 24 مايو 1940 في لينينغراد - توفي 28 يناير 1996 في نيو يورك)، شاعر روسي حصل على جائزة نوبل في الأدب لسنة 1987، وقد تم تعيينه ملك شعراء الولايات المتحدة في سنة 1991.

## سيرته

### طفولته وشبابه
ولد برودسكي في عائلة يهودية في لينينغراد. كان أبوه ألكسندر برودسكي (1903–1984) مصوراً صحفياً حربياً، وقد تسرح من الجيش في سنة 1950. كانت أمه، ماريا، تعمل محاسبة. عانى برودسكي خلال طفولته من الحرب وحصار لينينغراد والفقر في الفترة بعد الحرب ولم يكن يلتقي أباه إلا نادراً. في سنة 1942 انتقل هو وأمه من لينينغراد ثم عادا إليها بعد فك الحصار في سنة 1944. ترك برودسكي المدرسة دون أن يتم الصف الثامن وتقدم للمسابقة إلى معهد الملاحة لكنه لم يُقبل فيه فبدأ التدرب للعمل على فارزة في أحد مصانع لينينغراد، وذلك نظراً للمشاكل التي واجهته في المدرسة ولرغبته في دعم أسرته مالياً. خلال الفترة القادمة عمل في عدة مهن، منها ناظر منارة ومشرحاً في مشرحة، ومنذ 1957 في بعثات جيولوجية في البحر الأبيض وشرق سيبيريا وشمال ياقوتيا، وخلال هذه الفترة كان يقرأ قراءة عشوائية وبكثرة، بالدرجة الأولى الأدب الشعري والفلسفي والديني، ويحاول تعلم اللغتين الإنكليزية والبولونية.
تعرف في سنة 1960 على آنا أخماتوفا.

### الملاحقات والمحاكمة والنفي
بدأت ملاحقاته في سنة 1963، فاستدعي للتحقيق أكثر من مرة ووضع في مصحة عقلية مرتين. وفي سنة 1964 وجهت إليه تهمة التطفل بحجة أنه لا يعمل، وحُكم عليه بأقصى عقوبة، وهي العمل في منطقة نائية مدة خمس سنوات، فنفي إلى محافظة أرخانغيلسك. ذكر برودسكي لاحقاً في إحدى مقابلاته الصحفية أن تلك الفترة كانت أجمل فترات حياته، وخلالها كان يدرس الشعر الإنكليزي، بما في ذلك شعر ويستن أودن.

## روابط خارجية
- يوسف برودسكي على موقع IMDb (الإنجليزية)
- يوسف برودسكي على موقع الموسوعة البريطانية (الإنجليزية)
- يوسف برودسكي على موقع مونزينجر (الألمانية)
- يوسف برودسكي على موقع ميوزك برينز (الإنجليزية)
- يوسف برودسكي على موقع إن إن دي بي (الإنجليزية)
- يوسف برودسكي على موقع أول ميوزيك (الإنجليزية)
- يوسف برودسكي على موقع ديسكوغز (الإنجليزية)
- يوسف برودسكي على موقع قاعدة بيانات الفيلم (الإنجليزية)